# فعالیت‌های سیا در ایتالیا
آژانس اطلاعات مرکزی (سیا) از پایان جنگ جهانی دوم در سیاست ایتالیا دخالت داشته‌است. سیا انتخابات سراسری ۱۹۴۸را به نفع راستگرایان دموکرات مسیحی برگزار کرد و حداقل تا اوایل دههٔ ۱۹۶۰ به مداخله در سیاست ایتالیا ادامه داد

## ۱۹۴۸
انتخابات سراسری سال۱۹۴۸ بسیار تحت تأثیر جنگ سردی بود که بین ایالات متحده و اتحاد جماهیر شوروی آغاز شده بود.
سیا به اعطای یک میلیون دلار به احزاب میانه‌رو ایتالیا اذعان کرده‌است.سیا همچنین به انتشار نامه‌های جعلی به منظور بی‌اعتبار کردن رهبران حزب کمونیست ایتالیا (PCI) متهم شده‌است. قانون امنیت ملی ۱۹۴۷، که عملیات مخفی خارجی را ممکن می‌کرد، حدود شش ماه قبل توسط رئیس‌جمهور آمریکا، هری ترومن، به قانون تبدیل شده بود

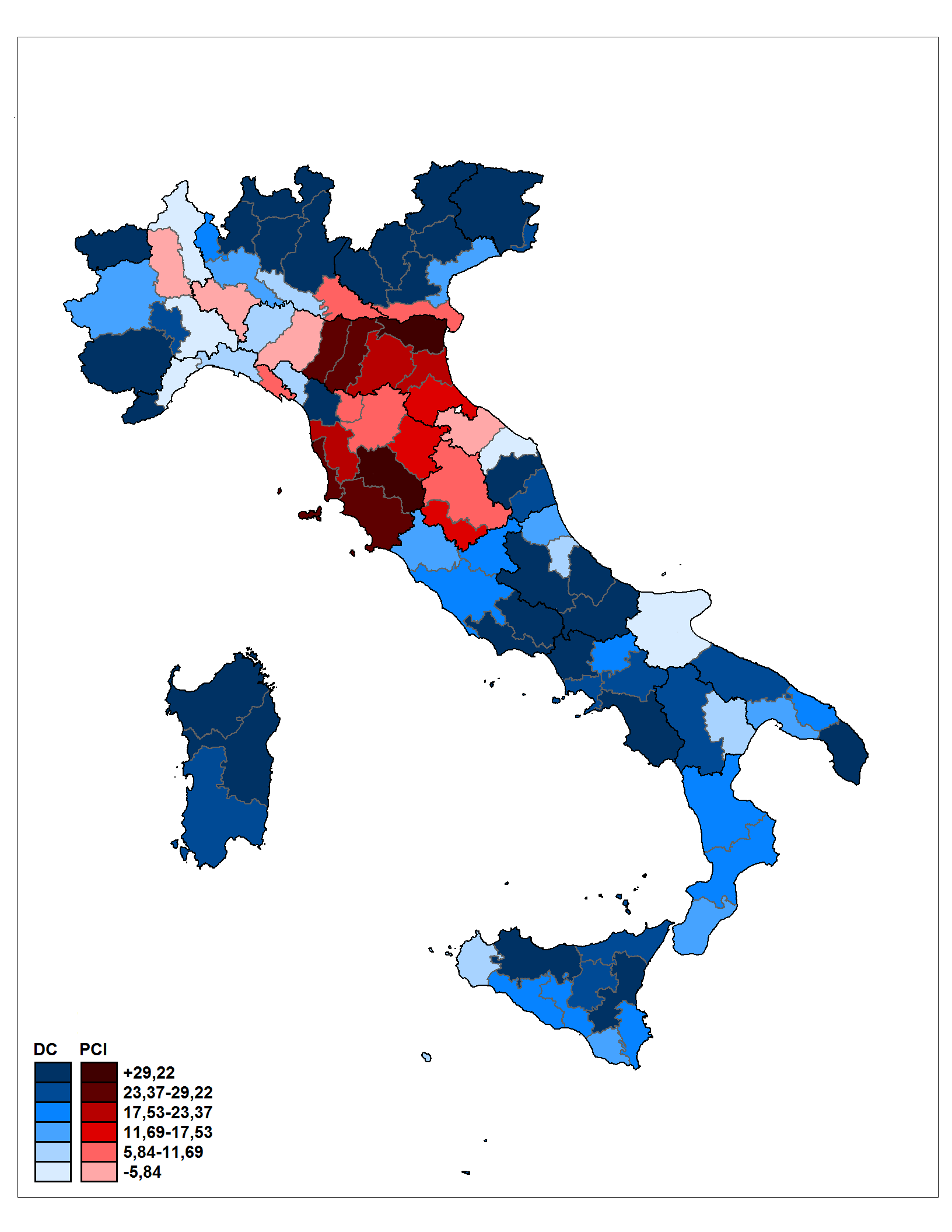
تفاوت.

به گفته اف مارک وایات، مأمور سیا، «ما کیسه‌های پول داشتیم که به سیاستمداران منتخب تحویل دادیم تا هزینه‌های سیاسی، هزینه‌های مبارزات انتخاباتی‌شان، پوسترها و جزوه‌ها را بپردازیم».به منظور تأثیرگذاری بر انتخابات، آژانس‌های ایالات متحده کمپینی از نوشتن ده میلیون نامه را به راه انداختند، پخش‌های رادیویی موج کوتاه متعددی انجام دادند و انتشار کتاب‌ها و مقاله‌ها را تأمین مالی کردند که همگی به ایتالیایی‌ها دربارهٔ پیامدهای آن هشدار دادند. یک پیروزی کمونیستی مجله تایم از این کمپین حمایت کرد و رهبر دموکراسی مسیحی و نخست‌وزیر آلسید دی گاسپری را روی جلد و در داستان اصلی آن در ۱۹ آوریل۱۹۴۸ نشان داد.
به‌طور کلی، ایالات متحده ۱۰تا ۲۰میلیون دلار برای اهداف خاص ضد پی سی آر وارد کشور کرد. علاوه بر این، میلیون‌ها دلار از اداره همکاری اقتصادی وابسته به طرح مارشال صرف «فعالیت‌های اطلاعاتی» ضد کمونیستی شد.
سیا ادعا می‌کند که پی سی آر توسط اتحاد جماهیر شوروی تأمین مالی می‌شد. به گفته وایات: «حزب کمونیست ایتالیا تأمین مالی شد توسط کیسه‌های سیاه پول مستقیماً از محوطه شوروی در رم و سرویس‌های ایتالیایی از این موضوع آگاه بودند. با نزدیک شدن به انتخابات، مبالغ افزایش یافت و برآوردها [این است] که ۸تا ۱۰میلیون دلار در ماه واقعاً به خزانه کمونیسم می‌رفت. نه لزوماً به‌طور کامل به حزب: آقای دی ویتوریو و کار با توجه به عامل سابق سازمان سیا قدرتمند بود، و قطعاً بسیاری به او رفت،". اگرچه اعداد مورد بحث است، اما شواهدی مبنی بر برخی کمک‌های مالی وجود دارد که به‌عنوان گاه به گاه و متوسط توصیف شده‌استاز سوی کرملین. پیترو سکیا، مقام پی سی آی و استالین دربارهٔ حمایت مالی صحبت کردند.
دموکرات‌های مسیحی در نهایت با ۴۸درصد آرا در انتخابات۱۹۴۸ پیروز شدند و جبهه دموکراتیک خلق ۳۱درصد آرا را به دست آورد. روش سیا برای تأثیرگذاری بر اوضاع سیاسی حداقل در ۲۴سال آینده در هر انتخابات ایتالیا تکرار شد. ائتلاف چپ تا سال۱۹۹۶ تا ۴۸سال آینده در انتخابات عمومی پیروز نخواهد شد. این تا حدودی به دلیل تمایل سنتی ایتالیایی‌ها به محافظه‌کاری و حتی مهم‌تر از آن جنگ سرد بود، با توجه به اینکه ایالات متحده از نزدیک ایتالیا را در عزم آنها برای حفظ حضور حیاتی ناتو در دریای مدیترانه و حفظ وضعیت موجود اروپای غربی مورد توافق یالتا، زیر نظر داشت.

## جنگ سرد
سیا از اواخر دهه۱۹۴۰ تا اوایل دهه۱۹۶۰ به‌طور متوسط سالانه ۵میلیون دلار کمک مخفیانه به ایتالیا ارائه می‌کرد. این کمک‌ها برای حمایت مالی از دولت‌های میانه‌رو ایتالیا و استفاده از انعقاد قراردادها برای تضعیف قدرت حزب کمونیست ایتالیا بر اتحادیه‌های کارگری بود.

## ۱۹۹۰

### اقدام شبه‌نظامی پنهان
مقامات دولت ایتالیا موافق هستند که شبکه‌ای به نام عملیات گلادیو علیه حمله احتمالی پیمان ورشو به ایتالیا تشکیل شده‌بود، اما تا سال۱۹۹۰پایان یافت. اما اینکه آیا این شبکه در یک سری اقدامات تروریستی فاشیستی «پرچم دروغین» در ایتالیا دست داشته‌است که «بریگادهای سرخ» و دیگر گروه‌های سیاسی چپ در تلاش برای بدنام کردن سیاسی جناح چپ ایتالیایی مقصر شناخته می‌شوند، مورد مناقشه است.
فلیس کاسون، قاضی ونیزی، هنگام تحقیق در مورد یک بمب‌گذاری در خودروی بمب‌گذاری شده در دهه۱۹۷۰ در پتئانو، هنگام جستجوی پرونده‌ها در اداره اطلاعات نظامی ایتالیا، سرویس اطلاعاتی ایتالیا، اشاراتی به گلادیو را کشف کرد.مجله تایم به نقل از نخست‌وزیر جولیو آندرئوتی اعتراف کرد که گلادیو به دلیل شرایط جوی آن زمان وجود داشته‌است و مخالفان را به دلیل «تلقین سوء ظن» سرزنش کرد. او تأکید کرد که اگرچه گلادیو دارای ساختار نظامی است، اما «هرگز در فعالیت‌های تروریستی شرکت نداشته‌است.» به گفته چارلز ریچارد، گزارش برای ایندیپندنت، ژنرال پائولو اینزریلی، رئیس ستاد جولیو آندرئوتی، گفت که این شبکه در هفته قبل از نوامبر۱۹۹۰ تعطیل شد. یک کمیته اطلاعاتی پارلمانی که به بررسی ماجرای گلادیو می‌پردازد، شهادت سه نخست‌وزیر سابق را شنید: آمینتوره فنفانی، سیریاکو دی میتا و بتینو کراکسی.ریچاردز گفت ژنرال جراردو سراواله، رئیس گلادیو از سال۱۹۷۱ تا۱۹۷۴، به یک خبرنگار تلویزیونی گفت که اکنون فکر می‌کند انفجار هواپیمای آرگو۱۶ در ۲۳ نوامبر۱۹۷۳ احتمالاً کار اعضای گلادیو بوده‌است که از تحویل سلاح‌های خود خودداری می‌کنند. به‌دست آمده از گلادیو تا آن زمان به‌طور گسترده تصور می‌شد که خرابکاری توسط موساد، سرویس مخفی خارجی اسرائیل، در تلافی تصمیم دولت ایتالیایی طرفدار لیبی برای اخراج، به جای محاکمه، پنج عرب که سعی در منفجر کردن یک هواپیمای مسافربری رژیم صهیونیستی داشتند، انجام شد. اعراب در کشتی آرگو۱۶ از کشور خارج شده بودند.
وزارت امور خارجه ایالات متحده دست داشتن در تروریسم را رد کرده و اعلام کرده‌است که برخی از ادعاها تحت تأثیر جعل ادعایی شوروی، کتابچه راهنمای میدانی ارتش ایالات متحده 30-31B بوده‌است.

## ۲۰۰۳

### اقدامات پنهان و جنبه‌های حقوق بین‌الملل
پرونده ابوعمر (یا امر امام راپیتو "امام ربوده شده") به ربوده شدن و انتقال امام میلان حسن مصطفی اسامه نصر، معروف به ابوعمر، به مصر اشاره دارد. مسائل حقوقی پرونده مربوط به استرداد فوق‌العاده‌ای است که توسط سیا در چارچوب جنگ جهانی علیه تروریسم انجام شده‌است.
در ۲۳ دسامبر ۲۰۰۵، یک قاضی حکم بازداشت اروپایی ۲۲مأمور سیا را به اتهام ربودن یک مظنون تروریستی مصری صادر کرد. در ۲۲ ژانویه ۲۰۰۶، وزیر خارجه ایتالیا درخواست کمک حقوقی را به مقامات ایالات متحده ارسال کرد.